# ヨランド・フォックス
ヨランド・フォックス（Yolande Margaret Betbeze Fox, 1928年11月28日 - 2016年2月22日）は、アメリカ合衆国の歌手、フェミニスト、活動家。ミス・アメリカ1951（Miss America 1951）で優勝したことで知られる。

## 経歴
1928年11月28日、肉屋の父 William と母 Ethel Betbeze のもと、アラバマ州モービル郡モービルに生まれる
。フランス領バスクのルーツを持つカトリックの家族であり、彼女も修道院付属学校に通った。
1949年、地元モービルのMiss Torchで優勝したのがミスコンのキャリアの始まりである。
1950年、主催者サイドが提供するという奨学金目当てにミス・アラバマ（Miss Alabama）に出場。優勝し、州を代表してニュージャージー州アトランティック郡アトランティックシティで開催されるミス・アメリカ1951に出場。
1950年9月9日、16人のファイナリストの中からミス・アメリカに選ばれる。奨学金5000ドルを受け取り、まだ大学は決めていないが音楽の勉強を続けたいとコメント。ちなみに、タレント部門の審査では Giuseppe Verdi のオペラ『Rigoletto』より Coro Nome Che Il Mio Cov を披露した。ただし、修道院付属学校に通っていたこともあり水着でポーズを取ることは気が進まなかった。ミス・アメリカのタイトル獲得後はそれを断った。このことがきっかけとなり、スポンサーの水着メーカー・カタリナ（Catalina）はミス・アメリカのスポンサーから撤退し、後にミス・アメリカのライバル・ミスUSAの設立につながる。

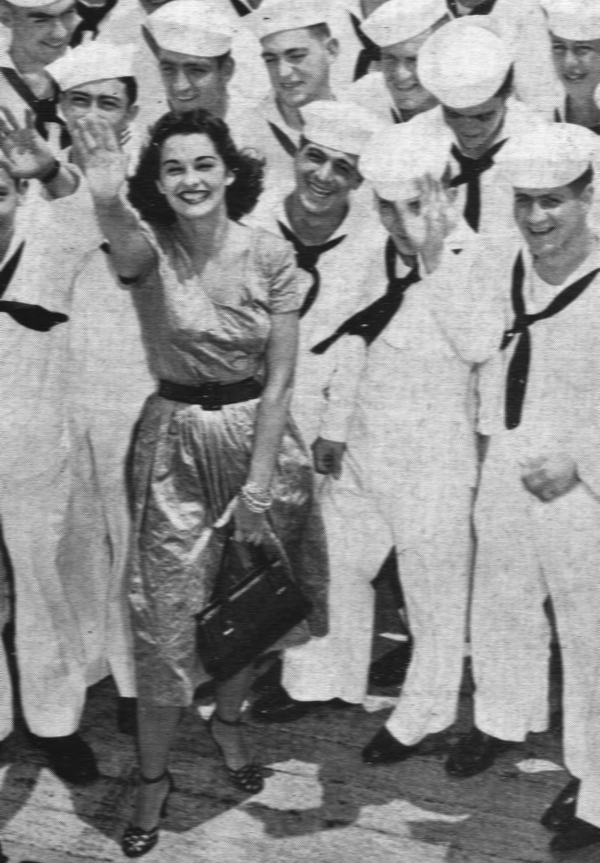
1951年、USS Monterey艦上

彼女のミス・アメリカのタイトルは1950年に獲得したものだが「ミス・アメリカ1951」と1年ずれて呼称される。このように1年後の年号で呼ばれるミス・アメリカの最初の例となった。The Miss America Organizationは、フォックスの行動について、美しさだけに焦点を当てるのではなく、知性・価値観・リーダーシップ能力を評価する方向にミス・アメリカが舵を切る上で極めて重要だったと主張する。以後、ミス・アメリカのコンテストは美しさよりも知性を重視するようになった。
ミス・アメリカとしての任期が終わると、彼女はフェミニスト運動に積極的に参加した。全米黒人地位向上協会、人種平等会議（Congress of Racial Equality）、全米健全核政策全国委員会（SANE, 現・Peace Action）で活動し、ニューヨーク市のThe New School for Social Researchで哲学を学んだ。
地元ではオペラ歌手として名声を博す。Mobile Opera Guild（現・the Mobile Opera）に継続的に出演、またオフ・ブロードウェイシアターの設立のも関与した。

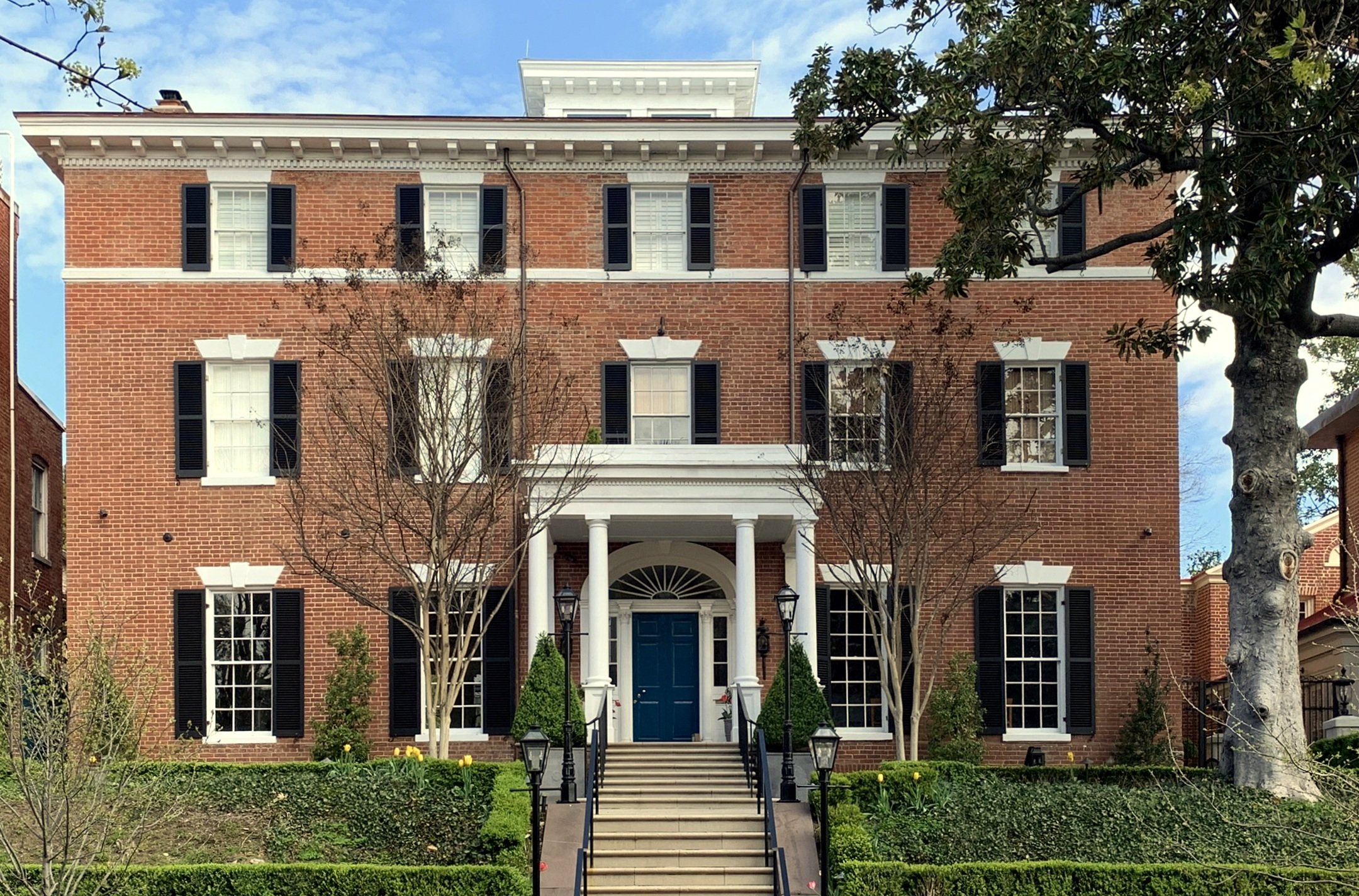
ヨランドが暮らした家。ワシントンD.C.

## 私生活
1954年、映画界の重鎮マシュー・フォックス（Matthew M. Fox）と結婚。一人娘のドリー・フォックス（Yolande "Dolly" Fox Campbell）は女優、プロデューサー、慈善家である。
1964年、心臓発作によりマシュー死去。夫の死後、彼女はワシントンD.C.ジョージタウンに移り、マイケル・ストレート（Michael Whitney Straight）と当時の妻ニーナから歴史的建造物「Newton D. Baker House」を購入する。
ヨランドはアルジェリアの外交官シェリフ・ゲラル（Cherif Guellal）と関係を持ち、孫のパリス・キャンベル・グレース（Paris Campbell Grace）をともに育てた。この関係は2009年、ゲラルの死去まで続いた。
1990年代前半、作家のフィリップ・ロスが小説『American Pastoral』の執筆のためヨランドに連絡を取る。1940年代後半のミス・コンテストを取り巻く文化についてヨランドにインタビューしたロスは後に、「彼女はとても頭が良くて面白い人だった。私が一人では思いつかなかったようなアイデアを私に与えてくれた」と語っている。
2016年2月22日、肺がんによりワシントンD.C.にて死去。